# George Child Villiers, VI conte di Jersey
George Augustus Frederick Child Villiers, VI conte di Jersey (4 aprile 1808 – 24 ottobre 1859), è stato un nobile e politico inglese.

## Biografia
Era il figlio primogenito di George Villiers, V conte di Jersey, e di sua moglie, Lady Sarah Sophia Fane, figlia di John Fane, X conte di Westmorland.

## Carriera
Fu deputato per Rochester (1830-1831), per Minehead (1831-1832), per Honiton (1832-1835), per Weymouth e Melcome Regis (1837-1842) e per Cirencester (1844-1852).
Fu lord-in-waiting della duchessa di Cambridge all'incoronazione della regina Vittoria nel 1838.

## Matrimonio
Sposò, il 12 luglio 1841, Julia Peel (30 aprile 1821-14 agosto 1893), figlia del primo ministro, Sir Robert Peel. Ebbero cinque figli:
- Lady Julia Sarah Alice Child-Villiers (1842-24 ottobre 1921)[1][2], sposò Sir George Orby Wombwell, IV Baronetto, ebbero cinque figli;
- Lady Caroline Anne Child-Villiers (1843-22 luglio 1912)[1][2][5], sposò William Jenkins, ebbero due figli;
- Victor Child Villiers, VII conte di Jersey (20 marzo 1845-31 maggio 1915)[1][2];
- Robert Frederick Child Villiers (1 marzo 1847-8 aprile 1914);
- Edward Reginald Child Villiers (18 giugno 1849-13 novembre 1920).

## Morte
Successe alla padre il 3 ottobre 1859, ma morì tre settimane più tardi. Fu sepolto a Middleton Stoney, Oxfordshire..

## Ascendenza
|                                           |                                    |                                        | Genitori                              |  |  | Nonni |  |  | Bisnonni                              |  |  | Trisnonni                            |  |
|                                           |                                    |                                        |                                       |  |  |       |  |  | William Villiers, III conte di Jersey |  |  | William Villiers, II conte di Jersey |  |
|                                           |                                    |                                        |                                       |  |  |       |  |  | William Villiers, III conte di Jersey |  |  | William Villiers, II conte di Jersey |  |
|                                           |                                    | Judith Herne                           |                                       |  |  |       |  |  | William Villiers, III conte di Jersey |  |  |                                      |  |
| George Villiers, IV conte di Jersey       |                                    |                                        |                                       |  |  |       |  |  | William Villiers, III conte di Jersey |  |  |                                      |  |
|                                           |                                    | Anne Egerton                           | Scroop Egerton, I duca di Bridgewater |  |  |       |  |  |                                       |  |  |                                      |  |
|                                           |                                    | Anne Egerton                           | Scroop Egerton, I duca di Bridgewater |  |  |       |  |  |                                       |  |  |                                      |  |
|                                           |                                    | Anne Egerton                           | Elizabeth Churchill                   |  |  |       |  |  |                                       |  |  |                                      |  |
| George Villiers, V conte di Jersey        |                                    | Anne Egerton                           |                                       |  |  |       |  |  |                                       |  |  |                                      |  |
|                                           |                                    | Philip Twysden, vescovo di Raphoe      | William Twysden, V baronetto          |  |  |       |  |  |                                       |  |  |                                      |  |
|                                           |                                    | Philip Twysden, vescovo di Raphoe      | William Twysden, V baronetto          |  |  |       |  |  |                                       |  |  |                                      |  |
|                                           |                                    | Philip Twysden, vescovo di Raphoe      | Jane Twisden                          |  |  |       |  |  |                                       |  |  |                                      |  |
| Frances Twysden                           |                                    | Philip Twysden, vescovo di Raphoe      |                                       |  |  |       |  |  |                                       |  |  |                                      |  |
|                                           |                                    | Frances Carter                         | Thomas Carter                         |  |  |       |  |  |                                       |  |  |                                      |  |
|                                           |                                    | Frances Carter                         | Thomas Carter                         |  |  |       |  |  |                                       |  |  |                                      |  |
|                                           |                                    | Frances Carter                         | Mary Claxton                          |  |  |       |  |  |                                       |  |  |                                      |  |
| George Child Villiers, VI conte di Jersey |                                    | Frances Carter                         |                                       |  |  |       |  |  |                                       |  |  |                                      |  |
|                                           | John Fane, IX conte di Westmorland | Thomas Fane, VIII conte di Westmorland |                                       |  |  |       |  |  |                                       |  |  |                                      |  |
|                                           | John Fane, IX conte di Westmorland | Thomas Fane, VIII conte di Westmorland |                                       |  |  |       |  |  |                                       |  |  |                                      |  |
|                                           | John Fane, IX conte di Westmorland | Elizabeth Swymmer                      |                                       |  |  |       |  |  |                                       |  |  |                                      |  |
| John Fane, X conte di Westmorland         | John Fane, IX conte di Westmorland |                                        |                                       |  |  |       |  |  |                                       |  |  |                                      |  |
|                                           |                                    | Augusta Bertie                         | Montague Bertie                       |  |  |       |  |  |                                       |  |  |                                      |  |
|                                           |                                    | Augusta Bertie                         | Montague Bertie                       |  |  |       |  |  |                                       |  |  |                                      |  |
|                                           |                                    | Augusta Bertie                         | Elizabeth Piers                       |  |  |       |  |  |                                       |  |  |                                      |  |
| Sarah Fane                                |                                    | Augusta Bertie                         |                                       |  |  |       |  |  |                                       |  |  |                                      |  |
|                                           |                                    | Robert Child                           | Samuel Child                          |  |  |       |  |  |                                       |  |  |                                      |  |
|                                           |                                    | Robert Child                           | Samuel Child                          |  |  |       |  |  |                                       |  |  |                                      |  |
|                                           |                                    | Robert Child                           | Agatha Edgar                          |  |  |       |  |  |                                       |  |  |                                      |  |
| Sarah Child                               |                                    | Robert Child                           |                                       |  |  |       |  |  |                                       |  |  |                                      |  |
|                                           |                                    | Sarah Jodrell                          | Gilbert Jodrell                       |  |  |       |  |  |                                       |  |  |                                      |  |
|                                           |                                    | Sarah Jodrell                          | Gilbert Jodrell                       |  |  |       |  |  |                                       |  |  |                                      |  |
|                                           |                                    | Sarah Jodrell                          | Mary Craddock                         |  |  |       |  |  |                                       |  |  |                                      |  |
|                                           |                                    | Sarah Jodrell                          |                                       |  |  |       |  |  |                                       |  |  |                                      |  |